# Камениды
Камениды (лат. Camaenidae) — семейство лёгочных улиток из надсемейства Helicoidea подотряда стебельчатоглазых (Stylommatophora).

## Распространение
Встречаются в разнообразных условиях в тропиках Восточной Азии и Австралазии. Также представлены крупной американской группой видов в Центральной Америке на Карибских островах.

## Описание
Наземные лёгочные улитки со среднего и крупного размера раковинами (25—50 мм, реже мельче).

## Генетика
В этом семействе гаплоидное число хромосом (n) варьирует от 26 до 30.

## Систематика
Около 90 родов в 3 подсемействах: Camaeninae Pilbry, 1895, Rhagadinae Iredale, 1938 и Sinumeloninae Solem, 1992. Семейство Camaenidae — полифилетический таксон, лишённый синапоморфий. Американские виды стоят ближе к семействам Helicidae и Helminthoglyptidae, в то время как виды из Австралазии формируют группу, сестринскую к семейству Bradybaenidae.
- Adclarkia
- Amphidromus
- Amplirhagada
- Arnemelassa
- Aslintesta
- Austrochloritis
- Basedowena
- Baudinella
- Calvigenia
- Caperantrum
- Carinotrachia
- Chloritisanax
- Contramelon
- Cooperconcha
- Crikey[6]
- Cristigibba
- Cristilabrum
- Cupedora
- Damochlora
- Dirutrachia
- Discomelon
- Divellomelon
- Exiligada
- Eximiorhagada
- Falspleuroxia
- Galadistes
- Gloreugenia
- Glyptorhagada
- Gnarosophia
- Granulomelon
- Hadra
- Jacksonena
- Kendrickia
- Kimboraga
- Labyrinthus
- Lampadion[7]
- Lacustrelix
- Meliobba
- Melostrachia
- Meridolum
- Mesodontrachia
- Micromelon
- Minimelon
- Montanomelon
- Monteithosites
- Mouldingia
- Mussonena
- Neveritis
- Ningbingia
- Noctepuna
- Obstengenia
- Offachloritis
- Ordtrachia
- Pallidelix
- Papuexul
- Papustyla
- Parglogenia
- Plectorhagada
- Pleuroxia
- Polydontes[8]
- Posorites
- Promonturconchum
- Prototrachia
- Prymnbriareus
- Pseudcupedora
- Quistrachia
- Ramogenia
- Retroterra
- Rhagada
- Rhynchotrochus
- Satsuma
- Semotrachia
- Setobaudinia
- Sinumelon
- Sphaerospira
- Spurlingia
- Strepsitaurus
- Tatemelon
- Temporena
- Thersites
- Tolgachloritis
- Torresitrachia
- Trachiopsis
- Trozena
- Turgenitubulus
- Ventopelita
- Vidumelon
- Westraltrachia
- Xanthomelon